# Prestatyn
Prestatyn är en ort och community i Storbritannien. Den ligger vid Irländska sjön i kommunen Denbighshire och riksdelen Wales, i den centrala delen av landet, 300 km nordväst om huvudstaden London Antalet invånare i communityn är 18 849.